# Davey Barr
Pour les articles homonymes, voir Barr.
Davey Barr, né le 3 mars 1977, est un skieur acrobatique canadien s'illustrant en cross. Il a notamment remporté une médaille de bronze aux Championnats du monde en 2009 à Inawashiro ainsi qu'une victoire en Coupe du monde à Deer Valley lors de la saison 2008.

## Palmarès

### Championnats du monde
| Épreuve / Édition | Ruka 2005 | Madonna di Campiglio 2007 | Inawashiro 2009 |
| Cross             | 27e       | 23e                       | Bronze          |

### Coupe du Monde
- Meilleur classement au général : 15e en 2008.
- Meilleur classement du cross : 4e en 2008.
- 3 podiums dont 1 victoire en carrière.

#### Détails des victoires
| Édition / Épreuve | Cross       |
| 2008              | Deer Valley |